# Harry Scheuner
Harry Scheuner (* 6. Oktober 1935 in Chemnitz; † 26. Mai 2025 ebenda) war ein deutscher Grafik-Designer.

## Leben
Von 1950 bis 1953 absolvierte Scheuner eine Lehre als Grafischer Zeichner. Danach nahm er eine Tätigkeit in seinem erlernten Beruf in der Klischeefabrik Jülich in Karl-Marx-Stadt auf. Von 1956 bis 1969 arbeitete er für die DEWAG und danach als freischaffender Gebrauchsgrafiker und Mitglied im Verband Bildender Künstler Deutschlands (VBKD). Sein Tätigkeitsfeld lag bei der Industriewerbung. So gestaltete er Prospekte, Anzeigen, Signets sowie Messen und Ausstellungen und entwarf Glückwunschkarten und Touristikbroschüren. Neben seiner Tätigkeit auf dem Gebiet der Werbung und Illustration entwickelte er Ende der 1970er Jahre eigene Entwürfe. So kamen zur Leipziger Frühjahrsmesse 1979 seine ersten Briefmarken mit Themenbezug auf die Messe für die Deutsche Post heraus.
Der Chemnitzer Briefmarkengestalter entwarf auch weihnachtliche Marken, von ihm stammten die DDR-Weihnachtsbriefmarken für 1986, 1987, 1988 und 1989. Die Serien bestanden jeweils aus sechs verschiedenen Motiven; erzgebirgische Schwibbögen (1986), Weihnachtspyramiden (1987), Klöppelspitzen (1988) und erzgebirgische Leuchterspinnen (1989). Für die Serie Historische Erzgebirgische Volkskunst wurde er mit der Auszeichnung „Goldene Briefmarke“ geehrt. Die Themen hatte er schon bis zum Jahr 2000 konzipiert. Räuchermänner, Nussknacker, Engel und Bergmann. Für 1990 wählte er das Motiv „Flucht nach Ägypten“ aus. Sein Entwurf wurde in Berlin sofort bestätigt und lag bereits als Reinzeichnung in der Leipziger Wertpapierdruckerei vor, wurde jedoch nie gedruckt, da es die DDR nicht mehr gab.
Im Jahr 2013 entwarf er die Briefmarke zum 175-jährigen Jubiläum der ersten deutschen Dampflokomotive  sowie 2014 eine Marke für das Weltkulturerbe der Unesco Kloster Lorsch und bekam beide Male den Zuschlag vom Bundesfinanzministerium.

## Ausstellungen
- 1967/1968 und 1982/1983: VI. Deutsche Kunstausstellung und IX. Kunstausstellung der DDR
- 1965 Bezirkskunstausstellung des VBKD anläßlich der 800-Jahr-Feier, Karl-Marx-Stadt
- 1974 und 1985 Bezirkskunstausstellung Karl-Marx-Stadt
- 2024 Die gespaltene Generation, Neue Sächsische Galerie, Chemnitz[6]